# Diversidad sexual en Nueva York
La diversidad sexual en Nueva York es ampliamente aceptada. La ciudad ha sido descrita como el núcleo central del ecosistema sociopolítico LGBTQ+, y alberga una de las poblaciones queer más grandes y prominentes del mundo. Se estima que el área metropolitana de Nueva York tiene más 700 000 residentes LGBTQ+ —la mayor cantidad en Estados Unidos— y la población transgénero metropolitana más grande del mundo, estimada en 50 000 en 2018.

## Historia como metrópolis gay

### Stonewall Inn
Stonewall Inn, junto con varios otros establecimientos de la ciudad, era propiedad de la familia criminal Genovese. En 1966, tres miembros de la mafia invirtieron 3500 dólares para convertir el Stonewall Inn en un bar gay, después de haber sido un restaurante y una discoteca dirigida a heterosexuales. Una vez a la semana, un policía recogía sobres con dinero en efectivo como soborno; ya que Stonewall Inn no tenía licencia para vender alcohol. Era el único bar para hombres gay en la ciudad de Nueva York donde se permitía bailar, lo cual era su principal atractivo.
El 23 de junio de 2015, el Stonewall Inn fue el primer monumento de la ciudad de Nueva York reconocido por la Comisión para la Preservación de Monumentos Históricos de Nueva York por su estatus en la historia LGBT. El 24 de junio de 2016, Stonewall fue nombrado el primer monumento nacional de EE. UU. dedicado al movimiento por los derechos LGBTQ+. El centro de visitantes se inauguró el 28 de junio de 2024, convirtiéndose en el primer centro nacional de visitantes oficial dedicado a la diversidad sexual en abrirse en el mundo. Numerosos políticos y celebridades participaron en las ceremonias de inauguración. La estación Christopher Street–Sheridan Square del metro de Nueva York pasó a llamarse calle Christopher–Stonewall ese mismo día.

#### Disturbios de Stonewall
A la 1:20 a. m. del sábado 28 de junio de 1969, cuatro policías de paisano con trajes oscuros, dos agentes de patrulla uniformados, el detective Charles Smythe y el inspector adjunto Seymour Pine llegaron a la puerta doble del Stonewall Inn para iniciar una redada. Dos mujeres y dos hombres policías encubiertos habían entrado en el bar esa misma noche para recabar pruebas visuales, mientras la Brigada de Moralidad Pública esperaba fuera la señal. Había aproximadamente 205 personas en el bar.
La redada no salió según lo previsto. El procedimiento habitual consistía en formar a los clientes, verificar sus identificaciones y que las mujeres policías llevaran a los clientes vestidos de mujer al baño para verificar su género, tras lo cual cualquier hombre vestido de mujer sería arrestado. Quienes vestían de mujer esa noche se negaron a acompañar a los agentes y los hombres en la fila se negaron a mostrar su identificación. La policía decidió llevar a todos los presentes a la comisaría, tras separar a quienes se vestían de mujer en una habitación al fondo del bar.

### Comunidad transgénero
A pesar de desempeñar un papel importante en la lucha por la igualdad de las personas LGBT, la comunidad transgénero en la ciudad de Nueva York se había sentido previamente marginada y desatendida por la comunidad gay. Desde entonces, y especialmente durante el siglo XXI, la comunidad transgénero de la ciudad de Nueva York ha crecido en tamaño y prominencia, alcanzando un estimado de 50 000 en 2018.

#### Eliminación de referencias a personas transgénero y queer del sitio web del NPS
Originalmente, el sitio web del Servicio de Parques Nacionales de EE. UU. (NPS) para el Monumento Nacional Stonewall abordaba las comunidades transgénero y queer. Sin embargo, después de que el presidente estadounidense Donald Trump firmara la Orden Ejecutiva 14168 en 2025, que exigía al gobierno federal y a las entidades financiadas con fondos federales que cesaran cualquier promoción de la «ideología de género», todas las referencias a personas transgénero y queer fueron eliminadas del sitio web.

### Monumento oficial del estado de Nueva York
El 25 de junio de 2017, día de las festividades de la Marcha del Orgullo LGBT de Nueva York, el entonces gobernador de Nueva York, Andrew Cuomo, anunció que el artista Anthony Goicolea había sido elegido para diseñar el primer monumento oficial a las personas LGBTQ encargado por el Estado de Nueva York –a diferencia del Monumento Nacional Stonewall, encargado por el Gobierno federal de los Estados Unidos–. El monumento estatal se construyó en el Parque del Río Hudson en Manhattan, cerca de los muelles ribereños del río Hudson, que han sido catalogados como símbolos históricos de la importancia de Nueva York como lugar de encuentro y refugio para las comunidades LGBTQ+.
El 20 de junio de 2023, la intersección de la Quinta Avenida y Washington Square North en West Village fue rebautizada oficialmente como Edie Windsor y Thea Speyer Way a nivel estatal por la gobernadora de Nueva York, Kathy Hochul, en honor a los demandantes de Greenwich Village que prevalecieron en la Corte Suprema de los Estados Unidos en 2013, al encontrar inconstitucional la Ley de Defensa del Matrimonio, que había limitado la definición de matrimonio como válido estrictamente entre un hombre y una mujer.

## Demografía y economía

### Población
Se estima que la ciudad de Nueva York se ha convertido en el hogar de más de 270.000 personas que se identifican como homosexuales y bisexuales, una cifra mayor que la de San Francisco y Los Ángeles juntas.
| Entidad geográfica               | Población GLB | Densidad de individuos GLB per milla cuadrada | Porcentaje de individuos GLB |
| -------------------------------- | ------------- | --------------------------------------------- | ---------------------------- |
| Ciudad de Nueva York             | 272 493       | 894                                           | 4,5 (2005)                   |
| Área metropolitana de Nueva York | 568 903       | 84,7                                          | 4,0                          |

### Influencia económica
Lonely Planet afirmó que la población LGBT de la ciudad tiene «uno de los mayores ingresos disponibles». Por otro lado, la ciudad de Nueva York también es un destino turístico LGBT popular, y la ciudad promueve activamente el turismo LGBT.

## Barrios LGBT

### Manhattan

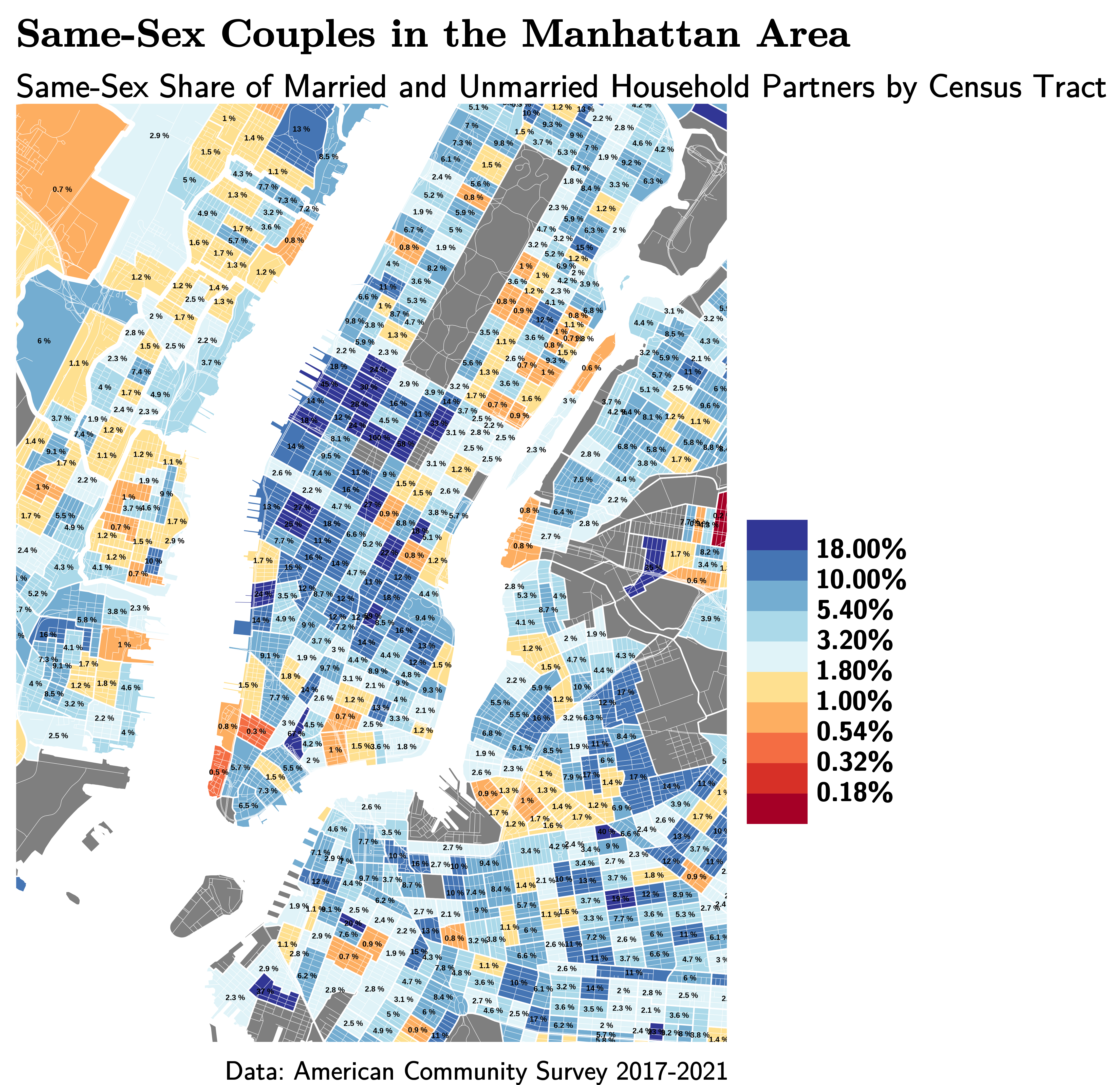
Mapa de parejas del mismo sexo en Manhattan

Manhattan es el epicentro de la cultura LGBTQ. La zona de Christopher Street en la sección West Village de Greenwich Village en Manhattan fue el centro histórico de la vida gay en la ciudad de Nueva York y continúa siendo un centro cultural para la diversidad sexual. Chelsea, en Manhattan, es otro punto focal de la vida social LGBT, y el área de East Village/Lower East Side en Manhattan también es un barrio gay. Hell's Kitchen y Morningside Heights son otros vecindarios de Manhattan que han desarrollado una presencia LGBT significativa.

#### Greenwich Village

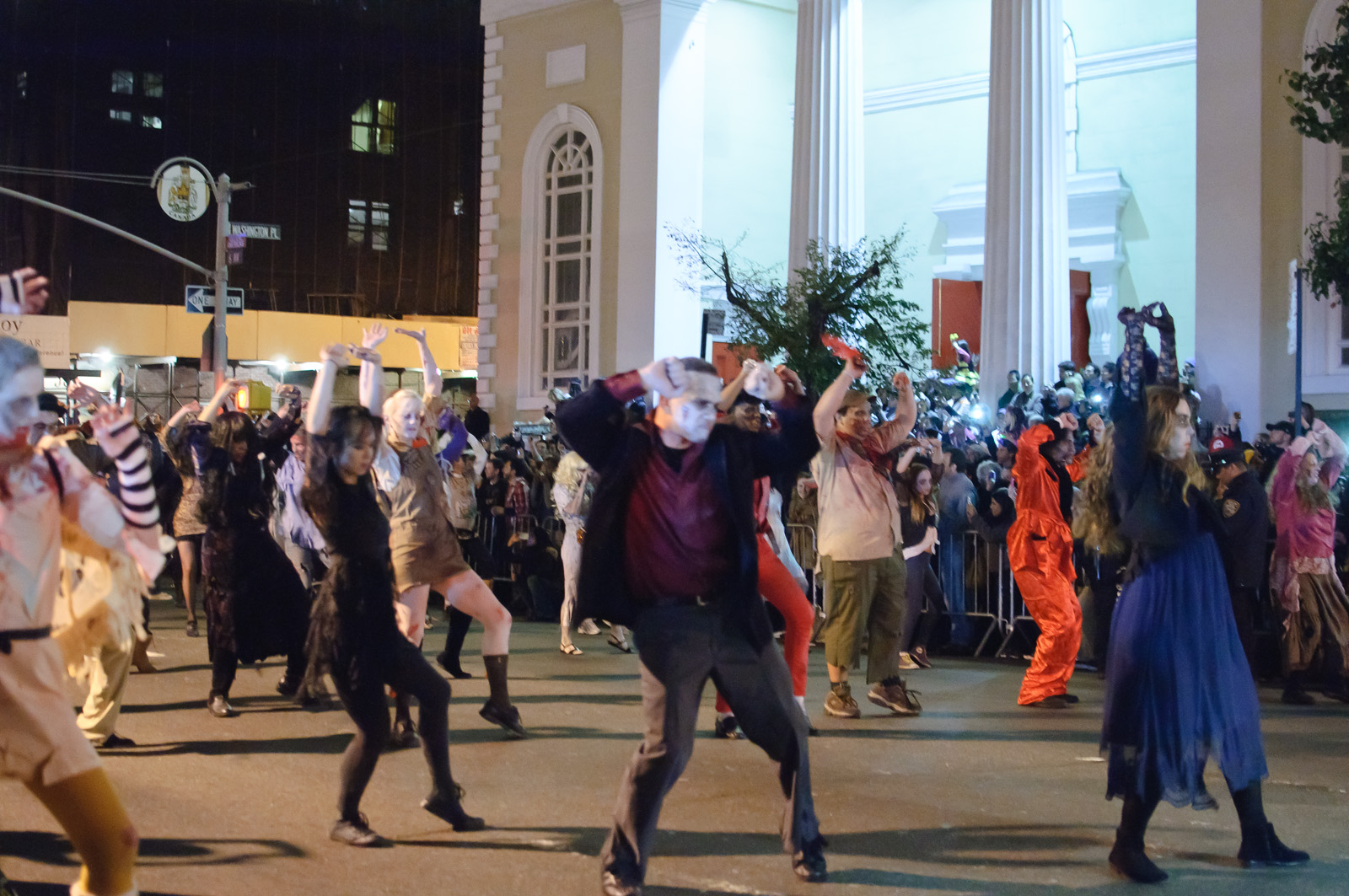
El desfile anual de Halloween en Greenwich Village, Manhattan, es el desfile de Halloween más grande del mundo, y tiene sus raíces en la comunidad queer de Nueva York.

Los barrios de Manhattan como Greenwich Village y Harlem albergaron una población homosexual considerable después de la Primera Guerra Mundial, cuando hombres y mujeres que habían servido en el ejército aprovecharon la oportunidad de establecerse en ciudades grandes. Los enclaves de gays y lesbianas desarrollaron una subcultura distintiva durante las siguientes dos décadas.
La ley seca benefició inadvertidamente a los establecimientos gay, ya que el consumo de alcohol se convirtió en algo clandestino. La ciudad de Nueva York aprobó leyes contra la homosexualidad en lugares públicos y privados, pero debido a la alta demanda de alcohol, los bares clandestinos y los locales improvisados eran tan numerosos y temporales que las autoridades no podían controlarlos todos. Sin embargo, se produjeron redadas policiales que llevaron al cierre de algunos locales, como el Eve's Hangout en el 129 de MacDougal Street, tras la deportación de Eva Kotchever por obscenidad.
La represión social de la década de 1950 desencadenó una revolución cultural en Greenwich Village. Un grupo de poetas posteriormente conocidos como la generación beat, entre ellos, Allen Ginsberg y William S. Burroughs —residentes de Greenwich Village—  escribieron sobre los males de la organización social de la época, glorificando la anarquía, las drogas y los placeres hedonistas por encima de la conformidad social absoluta, el consumismo y la mentalidad cerrada. Sus escritos atrajeron a personas de mentalidad liberal, así como a homosexuales que buscaban una comunidad.
La Mattachine Society logró que el alcalde recién electo John Lindsay pusiera fin a la campaña de redadas policiales en Nueva York. Sin embargo, enfrentaron más obstáculos con la Autoridad Estatal de Bebidas Alcohólicas (SLA). Aunque no existían leyes que prohibieran servir a homosexuales, los tribunales permitían a la SLA revocar licencias si los locales eran considerados «problemáticos». A pesar de la alta población gay de Greenwich Village, existían pocos espacios —aparte de los bares— donde pudieran reunirse sin ser acosados o arrestados. En 1966, la Mattachine Society organizó una protesta en el bar Julius, frecuentado por hombres gay, para evidenciar la discriminación.
Greenwich Village albergaba la librería para gays y lesbianas más antigua del mundo, Oscar Wilde Bookshop, fundada en 1967, que cerró en 2009 debido a la recesión y al auge de los libreros digitales. En 2006, el vecindario fue escenario de una agresión que involucró a siete lesbianas y un hombre heterosexual, caso que atrajo gran atención mediática. En junio de 2015, miles de personas se congregaron frente al Stonewall Inn para celebrar el fallo del Tribunal Supremo de EE. UU. que legalizó el matrimonio entre personas del mismo sexo en los 50 estados.
En febrero de 2017, miles de personas protestaron en el Monumento Nacional de Stonewall contra las políticas propuestas por la administración del presidente Donald Trump que afectaban a personas LGBTQ e inmigrantes, incluyendo quienes compartían ambas identidades. En junio de 2019, la Comisión de Derechos Humanos de Nueva York se asoció con MasterCard International para conmemorar el 50° aniversario de Stonewall, instalando una nueva señal de calle inclusiva con orientaciones sexuales e identidades de género en la intersección de Gay Street y Christopher Street en el West Village, renombrando ese tramo como Acceptance Street.

### Queens
Los barrios contiguos de Elmhurst y Jackson Heights, en Queens, son centros clave para la comunidad transgénero de la ciudad de Nueva York y, en conjunto, constituyen el mayor núcleo transgénero del mundo. El Queens Pride Parade se celebra cada año en Jackson Heights.

## Política
La política en la ciudad de Nueva York es predominantemente liberal. En la ciudad de Nueva York, las administraciones políticas del Partido Republicano buscan activamente el voto LGBT. En 1989, los votantes LGBT representaban el 3.4% del electorado.
En 2017, Jimmy Van Bramer, se volvió el primer político abiertamente gay en ser líder de la mayoría del Consejo Municipal de Nueva York. En junio de 2019, para celebrar el Mes del Orgullo LGBT, el gobernador Andrew Cuomo ordenó que se izara la bandera del orgullo en el Capitolio del Estado de Nueva York por primera vez en la historia del estado.

## Religión
La Congregación Beit Simchat Torah es una sinagoga judía ubicada en Manhattan. Fue fundada en 1973 y es la sinagoga LGBTQ+ más grande del mundo. La Iglesia de la Comunidad Metropolitana de Nueva York, ubicada en el barrio de Hell's Kitchen en Midtown Manhattan, está afiliada a la Iglesias de la Comunidad Metropolitana, una organización internacional en pro de la diversidad sexual.
La congregación judía progresista Kolot Chayeinu fue fundada por las activistas por la justicia social, la rabina Ellen Lippmann y la cantora Lisa Segal. Grante parte de la congregación pertenece a la comunidad LGBTQ+.

## Eventos

### Marcha del Orgullo LGBT de Nueva York
La Marcha del Orgullo de Nueva York es uno de los eventos principales de la Semana del Orgullo LGBT de la ciudad de Nueva York. Desde 1984, Heritage of Pride ha producido y organizado eventos del orgullo en la ciudad de Nueva York. El desfile del Orgullo de Nueva York de 2017 fue el primero de su historia programado para ser transmitido en vivo.
WorldPride Nueva York 2019 fue la mayor celebración internacional del Orgullo de la historia, producida por Heritage of Pride y enriquecida gracias a una colaboración con la división LGBT del programa I Love New York, que conmemoró el 50.º aniversario del los disturbios de Stonewall, con 150 000 participantes y cinco millones de espectadores solo en Manhattan.

### Marcha por la Liberación Queer
La Marcha por la Liberación Queer es una marcha de protesta que se inauguró en su forma actual el 30 de junio de 2019, coincidiendo con WorldPride Nueva York 2019, en conmemoración del 50.º aniversario de los disturbios de Stonewall. Esta marcha se creó como una contraprotesta a los requisitos de patrocinio y participación, centrados en las corporaciones, de la Marcha del Orgullo de la Ciudad de Nueva York, lo que resultó en una importante marcha LGBTQ en Manhattan el mismo día.
La ruta de la marcha continúa hacia el norte por la Sexta Avenida, siguiendo el recorrido de la primera marcha, que en 1970 conmemoró el primer aniversario de los disturbios de Stonewall. y fue organizada por el comité del día de la Liberación de la Calle Cristopher. La Marcha de Liberación Queer avanza en dirección opuesta a la Marcha del Orgullo de la Ciudad de Nueva York, que recorre la Quinta Avenida del centro durante la mayor parte de su recorrido.

### Queens Pride Parade
El Queens Pride Parade es el segundo desfile del orgullo más antiguo y grande de la ciudad de Nueva York. Se celebra anualmente en el barrio de Jackson Heights, ubicado en el distrito de Queens. El desfile fue fundado por Daniel Dromm y Maritza Martínez para visibilizar a la comunidad LGBTQ+ en Queens y honrar a Julio Rivera, residente de Jackson Heights. Queens también es el mayor centro transgénero del hemisferio occidental.

### Otros eventos
El New York Lesbian, Gay, Bisexual, & Transgender Film Festival se celebra anualmente en la ciudad. MIX NYC organiza otros festivales de cine LGBT. La ciudad también da lugar al Fresh Fruit Festival —que exhibe obras de artistas LGBT— y la feria del Libro Arcoíris —el evento literario LGBT más grande de Estados Unidos—.
Históricamente, el desfile del Día de San Patricio no ha permitido la participación de grupos abiertamente LGBT. Sin embargo, en 2015, los organizadores anunciaron que se permitiría al colectivo tener una carroza, y, desde entonces, se ha incluido representación queer en el desfile.